# Kristotomus occipitis
Kristotomus occipitis är en stekelart som beskrevs av Gupta 1990. Kristotomus occipitis ingår i släktet Kristotomus och familjen brokparasitsteklar. Inga underarter finns listade i Catalogue of Life.